# Libocedrus plumosa
Libocedrus plumosa là một loài thực vật hạt trần trong họ Cupressaceae. Loài này được D.Don Druce mô tả khoa học đầu tiên năm 1917.